# Баньос-де-Вальдеарадос
Баньос-де-Вальдеарадос (ісп. Baños de Valdearados) — муніципалітет в Іспанії, у складі автономної спільноти Кастилія-і-Леон, у провінції Бургос. Населення — 391 особа (2010).

## Географія
Муніципалітет розташований на відстані близько 150 км на північ від Мадрида, 65 км на південь від Бургоса.

## Демографія
Динаміка населення (INE ):

## Персоналії
- Закаріас Мартінес-Нуньєс (1864—1933) — архієпископ Компостельський.